# RM-3
La RM-3 o Autovía Totana-Mazarrón es una autovía autonómica de la Región de Murcia que comunica las poblaciones del Valle del Guadalentín con Mazarrón.
Tiene su inicio en la A-7, a la altura de Totana, y finaliza en la RM-332, en el término municipal de Mazarrón.
Primero fue inaugurado el primer vial de la Variante Oeste de Mazarrón, el 16 de abril de 2003 y luego inauguraron, el tramo entre el norte de Mazarrón y Totana, el 17 de julio de 2007 por el entonces presidente de la Región de Murcia, Ramón Luis Valcárcel.

## Tramos
| Denominación | Tramo                                                                        | km   | Año servicio |
| ------------ | ---------------------------------------------------------------------------- | ---- | ------------ |
| RM-3         | Totana A-7 - Mazarrón (norte)                                                | 22,9 | 2007         |
| RM-3         | Variante Oeste de Mazarrón Tramo: Mazarrón (norte) - Mazarrón (oeste) RM-332 | 3,5  | 2003         |

## Salidas
| Vera - Almería Cartagena |

| Vera - Almería Cartagena |